# زدنگا
زدنگا (به لهستانی:  Zdynia) یک روستا در لهستان است که در گمینا اوشچیه گورلیتسکیه واقع شده‌است. زدنگا ۲۲۰ نفر جمعیت دارد و ۵۰۰–۵۵۰ متر بالاتر از سطح دریا واقع شده‌است.